# Yekaterina Rozenberg
Pour les articles homonymes, voir Rozenberg.
Yekaterina Rozenberg, née Noskova le 23 janvier 1980, est une athlète russe, spécialiste du 1 500 mètres. 

## Biographie
Elle remporte la médaille de bronze du 1 500 m lors des championnats du monde en salle 2003, à Birmingham

### Palmarès
| Date | Compétition                    | Lieu       | Résultat | Épreuve | Performance   |
| ---- | ------------------------------ | ---------- | -------- | ------- | ------------- |
| 1999 | Championnats d'Europe juniors  | Riga       | 3e       | 1 500 m | 4 min 16 s 56 |
| 2003 | Championnats du monde en salle | Birmingham | 3e       | 1 500 m | 4 min 2 s 80  |
| 2003 | Championnats du monde          | Paris      | 4e       | 1 500 m | 4 min 0 s 59  |

### Records
| Épreuve | Performance  | Lieu   | Date         |
| ------- | ------------ | ------ | ------------ |
| 1 500 m | 4 min 0 s 07 | Zurich | 15 août 2003 |